# Шапі Лейма
Шапі Лейма (Шабі Лейма) або Сапі Лейма (Сабі Лейма) — богиня гризунів у міфології та релігії Мейтей. Вона є сестрою богинь Хуну Лейми і Нгану Лейми. Легенда говорить, що всі три сестри вийшли заміж за одного смертного.

## Етимологія
Жіноче ім'я мейтей «Сапі Лейма» або «Сабі Лейма» складається з двох складових слів. Два слова: «Сабі» і «Лейма». «Сабі» — тварина, схожа на щура. Мешкає в купах бамбука. Він відомий тим, що має гострі зуби. Слово «Лейма» також складається з двох складових слів: «Лей» і «Ма». «Лей» означає суходіл або земля . «Ма» означає «мати». Дослівно «Лейма» можна перекласти як «Мати-земля». Але в загальному контексті «Лейма» означає королеву, коханку чи даму.

## Опис
Богиня Шапі Лейма (Шабі Лейма) описується як володарка всіх гризунів світу. У будь-який момент вона могла викликати всіх гризунів у будь-яке місце, яке вона забажає. Вона є молодшою дочкою бога Салайлена (псевдонім Сорарен).

## Інші веб-сайти
- The Widow's Son :: Lukhrabi Macha Fungawari Singbul by B. Jayantakumar Sharma. e-pao.net (англ.).